# Bienes gananciales (serie de televisión)
Bienes gananciales es una serie de televisión uruguaya de comedia emitida por Canal 10. Protagonizada por la pareja televisiva conformada por Karina Vignola y Gaspar Valverde, la historia gira en torno a las peripecias cotidianas del matrimonio Balboa-Ferrari, mientras debe combinar su trabajo en la televisión con la crianza de sus hijas y la relación con su familia.
Fue estrenada el 14 de marzo de 2012 en el horario central de la cadena, inmediatamente después del noticiero Subrayado, y fue transmitida de martes a jueves a las 21:30. Durante la vacaciones de invierno de ese año, se realizó una versión teatral de la serie en el Teatro Metro de Montevideo.

## Sinopsis
La serie gira en torno al matrimonio de los presentadores de televisión, Gaspar Balboa (Gaspar Valverde) y Karina Ferrari (Karina Vignola). La trama comienza con el nacimiento de la segunda hija de la pareja, Marina. La llegada de una nueva miembro a la familia, trae consigo la necesidad de combinar el trabajo y la crianza, al tiempo que deben lidiar con sus familiares y vecinos invasivos.

## Reparto
- Karina Vignola como Karina Ferrari, una temperamental mujer que trabaja como presentadora de televisión de A corazón abierto, un programa de parejas junto a su esposo, Gaspar. Acaba de ser madre por segunda vez, por lo que debe combinar la maternidad con su empleo.[6]
- Gaspar Valverde como Gaspar Balboa, es un hombre con una personalidad absurdamente "infantil". Esposo de Karina, trabaja junto a ella como presentador de televisión, y es padre de Luciana y Marina.
- Mario Alarcón como Ernesto Ferrari, el padre de Karina y suegro de Gaspar, que vive junto con ellos. Debido a que sufre de trastorno de pérdida de memoria, constantemente se ve envuelto en caos y situaciones embarazosas.[7]
- Diego Delgrossi como Lorenzo, es el vecino de Karina y Gaspar. Es propietario, junto a su esposa Olga, de una funeraria, lo que provoca que tenga una personalidad fría e inquietante.

- Emilia Díaz como Estela, la vecina malhumorada de Karina y Gaspar. Acostumbra a quejarse sobre todo lo que rodea a la familia Balboa-Ferrari.

- Rafael Beltrán como Marcos Ferrari, el inmaduro hermano de Karina. Cuenta con una personalidad bohemia, razón por la cual constantemente está en busca de experiencias exóticas.
- Jenny Galván como Olga, la esposa de Lorenzo.
- Mitsuko Kuriola como Shizuka, la empleada doméstica japonesa de Karina y Gaspar. Con este último no tiene buena relación, por lo cual siempre se burla de él e intenta ridiculizarlo.
- Elena Brancatti como Julia, la sobreprotectora madre de Gaspar y suegra de Karina.
- Ernesto Liotti como Julio Balboa, el enérgico padre de Gaspar y esposo de Julia.
- Edelweiss Loyate como Mabel, la despreocupada madre  de Karina. Tras divorciarse de su esposo, decidió emprender un viaje alrededor del mundo.
- Candelaria Rienzi como Luciana Balboa Ferrari, la hija mayor de Karina y Gaspar. Es más madura que sus padres, lo que provoca que queden expuestos.
- Robert Moré como Luis, el productor del programa que presentan Karina y Gaspar. De personalidad engreída, le gusta presumir de su trayectoria en los medios de comunicación.
- Gabriel Villanueva como Milton, el excéntrico hijo de Olga y Lorenzo, aficionado a la tecnología y videojuegos.

## Producción

### Desarrollo
La idea de la serie fue presentada a Canal 10 por el propio Gaspar Valverde, quién ideo el proyecto junto al escritor Fernando Schmidt. El guion estuvo a cargo de Schmidt, con la asesoría de Diego Alarcón.

### Rodaje
La producción tuvo lugar en el estudio de filmación del Palacio Sudamérica, ubicado en el barrio montevideano de La Aguada. La serie fue anunciada oficialmente el 7 de marzo de 2012, durante la gala de presentación de la programación anual de Canal 10.

## Premios y nominaciones
| Año  | Premios      | Categoría | Trabajo nominado   | Resultado | Ref.          |
| ---- | ------------ | --------- | ------------------ | --------- | ------------- |
| 2013 | Premios Iris | Ficción   | Bienes gananciales | Ganadora  | [ 10 ] [ 11 ] |